# Улаз се отвара чешће
Улаз се отвара чешће је први албум српске реп групе Стрејт џекин (енгл. Straight Jackin), који је издат 1997. године. На албуму се налази 14 песама, а изашао је у продукцији Метрополис Рекордса.

## Песме
На албуму се налазе следеће песме: